# Leonardo Jaramillo

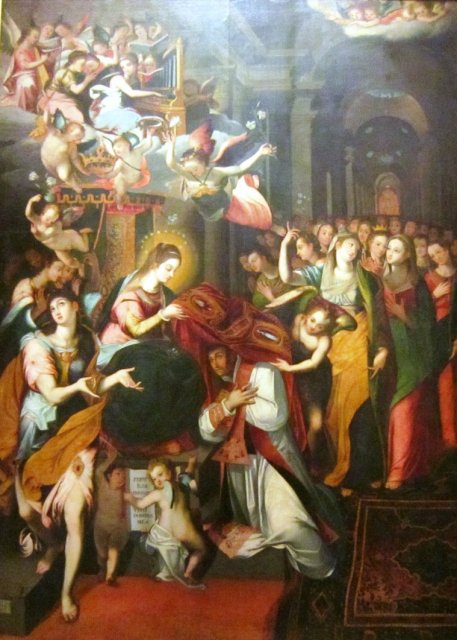
Imposición de la casulla a San Ildefonso, Lima, convento de los Descalzos.

Leonardo Jaramillo (activo entre 1619 y 1643) fue un pintor barroco español, educado en el entorno de Francisco Pacheco.
Jaramillo nació probablemente en Sevilla a principios del siglo XVII o finales del XVI. Se sabe que fue clérigo de órdenes menores y que, muy probablemente, recibió su formación pictórica de Francisco Pacheco, o bien de alguno de sus mejores alumnos.
El grueso de su obra se halla en Perú, donde se trasladó en 1619, en Trujillo y Cajamarca primero, para pasar a Lima definitivamente después, en 1635. Será allí donde realizará su obra más conocida, La imposición de la casulla a san Ildefonso para el Convento de los Descalzos de Lima, así como el mural del claustro.
Otras obras suyas a destacar son:
- Cristo flagelado Catedral de Trujillo.
- La Porciúncula (la obra se encuentra en un luneto de la Sacristía), Iglesia de San Francisco, Trujillo.
- Nuestra Señora de la Piedad con donantes, Iglesia Belén, Cajamarca.